# Lichenomima guapiensis
Lichenomima guapiensis (лат.) — вид сеноедов рода Lichenomima из семейства Myopsocidae. Южная Америка: Колумбия (департамент Каука). Специфический эпитет происходит от имени муниципалитета Гуапи (Guapi), где находится национальный парк «National Natural Park Gorgona Island» и был найден голотип. Мелкие насекомые, длина переднего крыла около 3 мм. Основная окраска тела коричневая. По форме гипандрия он похож на L. gorgonaensis. В отличие от этого и других видов Lichenomima, у него субтрапециевидный эпипрокт; фаллосома с узкими и склеротизованными боковыми стриктурами, сближенными базально, но не сросшимися, наружные парамеры удлиненные, эндофаллус мембранозный, с удлиненной мезальной склеротизацией.  Заднее крыло с жилками Rs и M, соединёнными поперечной жилкой.